# Risoluzione 383 del Consiglio di sicurezza delle Nazioni Unite
La risoluzione 383 del Consiglio di sicurezza delle Nazioni Unite, adottata il 13 dicembre 1975, ha osservato un rapporto del Segretario generale secondo cui nelle circostanze esistenti la presenza della Forza di mantenimento della pace delle Nazioni Unite a Cipro era ancora necessaria non solo per mantenere il cessate il fuoco ma anche per facilitare la "continua ricerca di una soluzione pacifica". La Risoluzione ha preso atto del rapporto sulle condizioni prevalenti sull'isola e del consenso delle parti interessate alla raccomandazione del Segretario Generale di estendere lo stazionamento della Forza a Cipro per altri 6 mesi.
Il Consiglio ha quindi riaffermato le precedenti risoluzioni in materia e ha chiesto la loro effettiva attuazione. Il Consiglio ha inoltre esortato tutte le parti interessate ad agire con la massima moderazione e ha prorogato, ancora una volta, lo stazionamento della Forza di mantenimento della pace a Cipro fino al 15 giugno 1976. La Risoluzione si conclude con un appello a tutte le parti interessate ad estendere la loro piena cooperazione alla Forza e ha chiesto al Segretario Generale di continuare la missione dei suoi buoni uffici e di informare il Consiglio dei progressi compiuti presentando un rapporto entro il 31 marzo 1976.
La risoluzione è stata adottata con 14 voti favorevoli; la Repubblica popolare Cinese non ha partecipato alla votazione.